# Mercatale in Val di Pesa
Mercatale in Val di Pesa is een plaats (frazione) in de Italiaanse gemeente San Casciano in Val di Pesa.